# 미스 양의 모험
미스 양의 모험은 1978년 공개된 대한민국의 영화이다.

## 배역
- 정희
- 신성일
- 나기수
- 나연이
- 이영하
- 박은수
- 국정환
- 도금봉
- 김신명
- 오창용
- 장순자
- 김기종
- 조덕성
- 이승렬
- 성명순